# Detentionaire
Detentionaire (em português O Castigado) é uma série de televisão canadense que foi ao ar pelo Cartoon Network no Brasil e em Portugal. A série foi criada por Daniel Bryan Franklin e Charles Johnston e produzido por Tracey Dodokin. O Castigado contará com um total de 53 episódios, que mede através de quatro temporadas.

## Enredo
A história gira em torno do estudante de colegial Lee Ping, que em seu primeiro dia de escola foi enquadrado por uma brincadeira grande e foi punido com um ano de detenção. Cada dia com a ajuda de seus amigos, Lee sai escondido de detenção para tentar descobrir quem realmente fez a brincadeira enquanto tenta evitar ser pego pelo diretor da escola. O garoto faz novos amigos ao longo do caminho e descobre que coisas estranhas acontecem no seu colégio. O mistério todo está envolvido com uma pirâmide antiga debaixo da escola A. Nigma. Mas enquanto Lee não descobre quem foi o verdadeiro brincalhão ele é o Castigado.

## Elenco
- Lee Ping - Jonathan Tan
- Camillio Martinez - Fab Filippo
- Holger Holgart - Ryan Belleville
- Biffy Goldestein - Zachary Bennett
- Diretor Barrage - Seán Cullen
- Tina Kwee - Krystal Meadows

### Elenco brasileiro
- Lee Ping - Fábio Lucindo
- Camillio Martinez - Vagner Fagundes
- Holger Holgart - Wendel Bezerra
- Biffy Goldestein - Hermes Baroli
- Diretor Barrage - Luiz Laffey
- Tina Kwee - Tatiane Keplmair
- Vice-diretora Victoria - Márcia Regina
- Red Tazelwurm - Wellington Lima